# Mariel Mariscot
Mariel Araújo Mariscöt de Mattos (Niterói, 2 de junho de 1940 - Rio de Janeiro, 8 de outubro de 1981) foi um policial brasileiro. Atuou no Rio de Janeiro na década de 1960, fez parte da Scuderie Detetive Le Cocq e do Esquadrão da Morte (Brasil).

## Biografia
Filho de Ariel Mariscot de Matos e de sua esposa, Maria Araújo Mariscot de Matos, foi o policial mais famoso da década de 70. Ainda na infância, acompanhou a família quando foram residir em Salvador, na Bahia. Quando completou três anos de idade, seu pai faleceu vítima de enfermidade incurável. Durante cinco anos, sua mãe lutou para criar sozinha os dois filhos do casal, Roberto e Mariel. Em 1948, sua mãe casou com o terceiro sargento do Exército Brasileiro, Wilson de Azevedo Brito, e a família reconstituída regressou à cidade do Rio de Janeiro, fixando-se no bairro de Bangu.
Mariel, sua mãe, seu padrasto e seu irmão moravam numa casa humilde, de pau-a-pique. Com o soldo de sargento, o padrasto de Mariel precisava contar com a renda da mãe de Mariel que costurava para fora. Os meninos ajudavam fazendo bainha nas saias. Após algum tempo, seu padrasto foi promovido a primeiro-sargento e pôde proporcionar uma vida melhor à família. Mudaram-se para uma casa de alvenaria com todas as dependências. Nessa época, Mariel já era adolescente. Estudava à noite, trabalhava e, pela manhã, treinava natação e, à tarde, pólo-aquático, ambos no Bangu Atlético Clube. Foi campeão carioca de natação e saltos ornamentais.
Aos dezessete anos, alistou-se na Divisão Aeroterrestre como paraquedista. Posteriormente, ingressou por concurso público como salva-vidas no Corpo Marítimo de Salvamento. Foi o caminho aberto para concretizar um de seus sonhos. Mariel sonhava com o glamour do bairro de Copacabana. E mais, custasse o que custasse, Mariel queria ser rico. Como guarda-vidas, ele passou a morar de aluguel em um pequeno apartamento em Copacabana.
Em 1963, ingressou por concurso público para a Polícia Civil, sendo designado para trabalhar num subposto de Bangu. Nos dias de folga, se apresentava para fazer serviço "extra" na delegacia de Copacabana. Foi nesta condição que começou a obter fama. Matou pela primeira vez quando deu um flagrante de assalto e o bandido resistiu à voz de prisão. Na ocasião, Mariel rendeu, com uma pistola calibre 45 em cada uma das mãos, um delegado de polícia que queria prendê-lo sob a acusação de homicídio, adquirindo a fama de "Ringo de Copacabana".
Desde então construiu uma trajetória de prisão de bandidos famosos e o assassinato de um motorista de táxi até o momento em que o promotor Silveira Lobo lhe deu voz de prisão com a preventiva já decretada, sob a acusação de pertencer ao Esquadrão da Morte. No dia 19 de junho de 1973, o juiz Deocleciano d'Oliveira, da 10ª Vara Criminal da Guanabara, acolhendo denúncia apresentada pelo promotor havia condenado Mariel a 16 anos e 10 meses de reclusão. Na prisão, planejou a sua fuga, sendo auxiliado no exterior por sua mulher, a atriz Elza de Castro. Ambos se dirigiram de carro ao Sul do país.
Mariscot foi expulso da "Scuderie Le Cocq" na década de 1970. Esteve detido no Presídio da Ilha Grande. Foi marido da atriz Elza de Castro e namorou ainda a atriz Darlene Glória e a modelo Rose di Primo.
Mariel trajava-se muito bem com camisas cubanas e sobretudo, gostava de pegar mulheres da toda espécie chegou a atuar no filme Alibaba e os quarenta ladrões trapalhões.
Foi morto dia 8 de outubro de 1981, quando estacionava seu carro para uma reunião com banqueiros do jogo do bicho.